# Scarus coeruleus
Scarus coeruleus е вид лъчеперка от семейство Scaridae.

## Разпространение
Видът е разпространен в Американски Вирджински острови, Ангуила, Антигуа и Барбуда, Аруба, Барбадос, Бахамски острови, Белиз, Бермудски острови, Британски Вирджински острови, Венецуела, Гваделупа, Гватемала, Гренада, Доминика, Доминиканска република, Кайманови острови, Колумбия, Коста Рика, Куба, Мартиника, Мексико, Монсерат, Никарагуа, Панама, Пуерто Рико, САЩ, Сейнт Винсент и Гренадини, Сейнт Китс и Невис, Сейнт Лусия, Тринидад и Тобаго, Търкс и Кайкос, Хаити, Хондурас и Ямайка.